# SN 2001ef
SN 2001ef – supernowa typu Ic odkryta 9 września 2001 roku w galaktyce IC 381. W momencie odkrycia miała maksymalną jasność 16,10m.